# جل الديب
جل الديب هي إحدى القرى اللبنانية من قرى قضاء المتن في محافظة جبل لبنان.
تبعد جل الديب - بقنايا 8 كلم (4.9712 مي) عن بيروت عاصمة لبنان. ترتفع 10 م (32.81 قدم - 10.936 يارد) عن سطح البحر وتمتد على مساحة 149 هكتاراً (1.49 كلم²- 0.57514 مي²).

## أعلام
- نعيم أبو جودة